# Polanka Wielka
Polanka Wielka is een dorp in het Poolse woiwodschap Klein-Polen, in het district Oświęcimski. De plaats maakt deel uit van de gemeente Polanka Wielka en telt 3800 inwoners.